# Jean Amédée Etcheverry
Pour les articles homonymes, voir Etcheverry.
Jean Baptiste Amédée Hector Etcheverry est un homme politique français né le 30 novembre 1801 à Saint-Étienne-de-Baïgorry (Pyrénées-Atlantiques) et décédé le 18 septembre 1855 à Saint-Étienne-de-Baïgorry.

## Biographie
Fils de Thomas Etcheverry, frère de Jean-Baptiste Etcheverry, il succède à son père comme notaire. Conseiller d'arrondissement de Mauléon en 1830, il est ensuite syndic de la vallée de Baïgorry. Maire de Saint-Étienne-de-Baïgorry, il est député des Basses-Pyrénées de 1848 à 1851, siégeant à droite.